# Virginio Lema
Virginio Lema Trigo (Tarija, Bolivia; 7 de febrero de 1970) es un abogado, periodista, ambientalista, actor y activista político boliviano que participó como candidato a la presidencia de Bolivia durante las elecciones generales de 2019 en representación del histórico 
partido político del Movimiento Nacionalista Revolucionario (MNR).
Cabe mencionar que Virginio Lema es el sobrino nieto del expresidente de Bolivia Víctor Paz Estenssoro (1907-2001).y sobrino segundo del también expresidente Jaime Paz Zamora.

## Biografía
Virginio Lema nació el 7 de febrero de 1970 en la ciudad de Tarija. Comenzó sus estudios escolares en 1976, saliendo bachiller en su ciudad natal el año 1988. Se trasladó a vivir a la ciudad de La Paz, donde continuó con sus estudios superiores ingresando a la Facultad de Derecho y Ciencias Políticas de la Universidad Mayor de San Andrés (UMSA), titulándose como abogado de profesión el año 1995. Años después ingresaría a estudiar la carrera de comunicación social, titulándose también como periodista de profesión.
En su calidad de comunicador social, Virginio Lema fundó los periódicos regionales de "El Bermejeño" y "Chaqueño". Fue también por un tiempo director de la Red PAT Tarija.
A la vez, se desempeña como ambientalista, dirigiendo la fundación "Rincón de la Victoria" en la ciudad de Tarija.

## Vida política

### Elecciones Nacionales de 2019

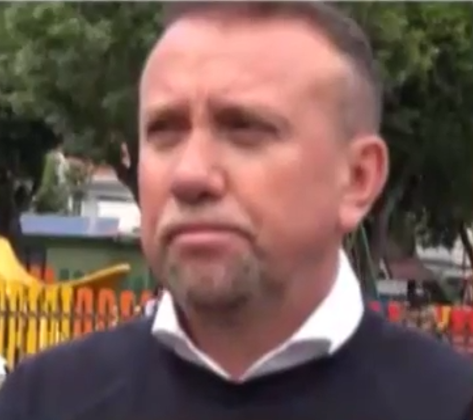
Virginio lema en noviembre de 2018.

Virginio Lema en el gráfico político le consideran y se considera a sí mismo estar en el lado socio-liberal, sostiene Ideologías políticas como el nacionalismo liberal, capitalismo intervencionista, federalismo, ideologías que se acomodan con el reformado MNR.
En noviembre de 2018, Virginio Lema fue proclamado candidato a la Presidencia de Bolivia por el histórico partido político del Movimiento Nacionalista Revolucionario (MNR) para las Elecciones generales de Bolivia de 2019. Como candidato a la vicepresidencia lo acompañaba el economista y analista político orureño Fernando Untoja Choque.

#### Resultados
Los resultados de las elecciones presidenciales del 20 de octubre de 2019, lograron demostrar que el político tarijeño Virginio Lema salió en sexto lugar logrando obtener a nivel nacional el apoyo de 42 334 votos (un 0,69% de la votación total del país).
Pero a pesar de haber obtenido esa cantidad de votos, el histórico partido del MNR, estuvo a punto de perder su personería jurídica (y por ende su sigla), esto debido a no haber obtenido un mínimo del 3% de la votación como manda la ley.
Pero el 24 de noviembre de 2019, la Presidenta de Bolivia, Jeanine Añez Chávez, promulgó una ley, en donde se anulan las elecciones generales de 2019 por el delito de fraude cometido en dichos comicios. Con la promulgación de esta ley, se salvaron también, aunque de manera indirecta varios pequeños partidos políticos, ya que al quedar anuladas las elecciones, ninguno de estos partidos que sacaron menos del 3% perdieron su personería.

### Elecciones Nacionales de 2020
El 29 de noviembre de 2019, Virginio Lema anunció a todo el país que ya no participará como candidato presidencial en las elecciones generales de Bolivia de 2020, retirando de esa manera su candidatura definitivamente. A la vez, sugirió e instó a los demás partidos y politicos bolivianos a formar "Un solo Frente Político" para que de esa manera se logre la unidad frente al Movimiento al Socialismo (MAS-IPSP) en dichas elecciones.

### Cine
Virginio Lema ha ingresando también al cine boliviano, debutando como actor a sus 38 años de edad en la película boliviana "Dia de Boda" del año 2008. 
Posteriormente, Virginio Lema participó también en la película  "Historias de Vino, Singani y Alcoba" del año 2009 y luego en la película "La Huerta" del año 2013. Cabe mencionar, que todas estas películas fueron realizadas por el director de cine boliviano Rodrigo Ayala Bluske.
| Cine | Cine                                | Cine           | Cine                 |
| Año  | Película                            | Personaje      | Director             |
| ---- | ----------------------------------- | -------------- | -------------------- |
| 2008 | Día de Boda                         | Martín         | Rodrigo Ayala Bluske |
| 2009 | Historias de Vino, Singani y Alcoba | Roberto        | Rodrigo Ayala Bluske |
| 2013 | La Huerta                           | Martín Vasquez | Rodrigo Ayala Bluske |